# فريدي جي
فريدي جي (بالإنجليزية: Freddie Gee)‏ (23 يونيو 1872 في المملكة المتحدة - 1943 ببرمنغهام في المملكة المتحدة) هو لاعب كرة قدم بريطاني (وحمل سابقاً جنسية المملكة المتحدة لبريطانيا العظمى وأيرلندا) في مركز الهجوم. لعب مع ستوك سيتي.